# Лукнар, Роман
Роман Лукнар (род.1 июня 1965 года, Братислава, Чехословакия) — словацкий актёр.

## Биография
Первый актёрский опыт приобрёл на театральных подмостках. В 1987 году окончил Братиславскую Высшую школу исполнительского искусства (специальность — актёрское мастерство). Работал в Трнавском театре для детей и молодежи и театре Асторка Корзо ‘90. С 1991 года живёт и работает в Испании. Жена — Лола, сыновья — Лайко и Янко. Участвовал во многих словацких, чешских, испанских и венгерских постановках, телевизионных и художественных фильмах. В 1996 году за исполнение главной мужской роли Якуба в фильме Сад был номинирован на Чешского Льва.

## Фильмография
- 1985 — Повозка, полная боли (солдат)
- 1987 — Правила круга (Вашек Гадраба)
- 1988 — Štek (Švárny)
- 1989 — Тропа через Дунай (Виктор Леса)
- 1990 — Полёт асфальтового голубя (Здено)
- 1994 — Страстный поцелуй (Лайко)
- 1995 — Сад (Якуб)
- 1996 — A tiro limpio, режиссёр Хесус Мора, Испания (Пикас)
- 1996 — Mалена — это название танго, режиссёр Херардо Эрреро, Испания (Христо)
- 1996 — Mеньше, чем ночь, режиссёр Эрнесто Тельерия, Испания (Зарко)
- 1998 — Завидный жених, режиссёр Хесус Дельгадо, Испания
- 2000 — Ядвигина подушечка (Jadviga párnája), режиссёр Кристина Деак, Венгрия (Франци)
- 2002 — Воины / Warriors, режиссёр Даниэль Кальпарсоро, Испания
- 2002 — Злоба / Rancour (Zloba), режиссёр Мигель Альбадехо, Испания (Роман)
- 2003 — Болгарские женихи / Bulgarian Lovers, режиссёр Элой де ла Иглесия, Испания (Симеон)
- 2003 — Кровные связи (Владо)
- 2004 — Душа, как икра (Петр)
- 2004 — На два слога назад
- 2006 — Kráska v nesnázích
- 2007 — Медвежонок (Роман)
- 2008 — Братья Карамазовы
- 2008 — Медвежонок
- 2009 — Покой в душе
- 2009 — Танго с комарами
- 2009 — Несдержанное обещание
- 2009 — Если бы да кабы
- 2009 — Радио
- 2009 — 2015 — Панельный дом (Душан Янчо)
- 2011 — Бабло
- 2011 — Лидице
- 2013 — Кандидат
- 2015 — Кукушка (сериал)
- 2016 — Бурное вино (Милан Фиала)